# Гривица
Грѝвица е село в Северна България. То се намира в Община Плевен, област Плевен.

## География
Село Гривица е разположено на около 5 – 6 км източно от гр. Плевен, във високо (средно 200 – 250 м над морското равнище) и хълмисто землище в басейна на река Вит. През селото минава железопътна линия, която свърза София с Варна и Русе. Селото се намира на главния път, който свързва Плевен с Русе, Никопол и Пордим. 
Селото е разположено на 3 хълма, склоновете на 2 от тях са обърнати на изток, а другият се извисява напречно на тях. В източния край на землището близо до гара Згалево се намира най-високото място на Средна Дунавска равнина – Средни връх, висок 304 метра.
Почвите на землището на село Гривица са глинести, но доста плодородни. Дълбоко под почвата се намират твърди варовити скали, които на някои места са плитки и там са създадени кариери за добиване на строителни материали. В хидроложко отношение районът не е много богат на води.
През 1953 г. селото е притежавало землище в размер на 36 294 дка, от които 20 684 дка обработваема земя. През същата година населението е било около 2600 души.

## История
В далечното минало селото си е сменяло мястото няколко пъти. След падането на България под турска власт селото се е намирало в местността „Езерото“ (на юг от днешното му местоположение). По това време чумата, която заразява селото, кара жителите да изместят селото на днешното му място.
По време на завладяването на Балканския полуостров от турците е прието военачалниците да бъдат награждавани с цели земи заедно с хората и селата или градовете. Така се случило със земята от град Тръстеник до град Славяново. Между тях попада и село Гривица. Те са били владени от някой си паша или спахия на име Тръстеник. Същият е бил страстен пчелар и гълъбар. Той прави пчеларник, а по-късно гълъбарник в местността „Рогулци“, близо до днешното местоположение на селото. Именно там той отглежда сивите гълъби от породата гривяци, които са и причина хората от селото да бъдат наричани „Гриваци“. По-късно селото добива името Гривица.
Няма нито една местност с турско име, с изключение на „Голям Орман“. Населението е будно и се занимавало със земеделие и скотовъдство.
През Руско-турската война (1877 – 1878) Гривица става театър на едни от най-кръвопролитните военни действия. Селото е отправна точка на атаките към превърнатия в крепост гр. Плевен. Загиват множество войници, като за цялата война румънските войски понасят най-големи загуби именно тук. Има останки от дългите редути и укрепления, построени по време на войната. На 20 август 1935 г. с участието на румънския пълномощрен министър в София Cтойка и целия персонал на легацията, е отслужена панихида памет на загиналите румънски войници.

## Други
На Гривица е наречена улица в Центъра на София (Карта).

## Религии
В селото основно се изповядва християнството.

## Обществени институции
В селото има училище, което съществува от много години насам, ала вече не функционира. В миналото е имало по 2 паралелки с по 38 деца. Сградата на училището е построена през 1916 г.

## Забележителности
През 1970-те години на територията на селото са изградени парк и музей за възпоменание на битките от Руско-турската война. Иконостасът на Румънския мавзолей е дело на дебърски майстори от рода Филипови,

## Други
1. ↑  Василиев, Асен. Български възрожденски майстори: живописци, резбари, строители.   София, „Наука и изкуство“, 1965. с. 250.